# Laurent Bourlaud
Laurent Bourlaud est un dessinateur de bande dessinée français.

## Biographie
D'origine normande, Laurent Bourlaud est lycéen à Alençon, où il passe un bac A3 (littéraire). Il suit le cursus de l'École européenne supérieure de l'image à Angoulême puis il rejoint l'atelier du Gratin, qui fait partie du collectif Café Creed ; il devient membre de la rédaction pour Coconino World, où il passe trois ans et demi, ce qui le forme à la communication graphique et au webdesign ; il y exerce en tant que dessinateur et graphiste. Cette expérience donne lieu à Nos guerres, avec David Benito et Patrice Cablat ; pour publier l'ouvrage, ils reçoivent le soutien de Thierry Smolderen, qui en signe la postface. L'ouvrage est créé pendant la résidence de Bourlaud à la Maison des auteurs d'Angoulême, où il passe deux ans, puis il devient indépendant. En parallèle à ces travaux, Bourlaud a réalisé des « couvertures de CD et des logos pour des labels musicaux indépendants » ; en 2010, Bourlaud conçoit l'affiche de Rock en Seine et, en 2017, celle du festival du film francophone d'Angoulême. En 2011, avec le groupe Les Hurlements d'Léo, la collection Zik&Bulles du magazine FrancoFans publie une bande dessinée s'inspirant d'une de leurs chansons : Bordel de luxe ; Boulaud en assure le dessin sur un scénario de David Benito. Bourlaud est également batteur du groupe « grindcore » Grünt Grünt. Pour la salle de concerts La Nef, il dessine affiches, programmes et dépliants. En 2012, avec Bertrand Poulain, la Cité de la BD et l'association Parachutage, il est co-organisateur du premier festival Sourd Aveugle, où se croisent musique et bande dessinée,. Avec Thierry Smolderen au scénario, Bourlaud adapte en bande dessinée Retour à zéro, roman de science-fiction de Stefan Wul ; l'ouvrage est publié en 2015,. Les planches font l'objet d'une exposition au festival Rustine en 2016 à Château-Gontier. En 2015, Bourlaud participe, avec d'autres membres de l'Atelier du Gratin, à l'exposition Les Passagers du Grand Paris au Musée d'Art Contemporain de Vitry ; l'exposition est présentée dans le supplément de Beaux-Arts magazine.

## Œuvre
- Nos guerres, 2010 : de David Benito, Laurent Bourlaud et Patrice Cablat, paru aux éditions Cambourakis. Des planches originales de l’ouvrage ont été exposées au Musée de la bande dessinée lors du Festival d'Angoulême 2011  (ISBN 978-2-916589-56-5)
- Bordel de Luxe (2011) avec David Benito[14]. Bande dessinée librement inspirée du morceau Bordel de Luxe du groupe Les Hurlements d'Léo  (ISBN 978-2-84968-013-1) ;
- Les Marrons de Louis Timagène Houat, illustrations de Laurent Bourlaud, Éditions de l'Arbre vengeur coll. « L'Alambic » (2011) ;
- Retour à zéro, scénario de Thierry Smolderen, adaptation en BD chez Ankama du roman de Stefan Wul, 2015  (ISBN 978-2-359-10514-8)

### Collectifs
- Vies tranchées - Les Soldats fous de la Grande guerre, scénario de Jab Jab Whamo, Florent Humbert, Yann Le Gal, Florent Sacré, Hubert Bieser, José Luis Munuera, Manuele Fior, Guillaume Trouillard, Cyrille Pomès, Jean-David Morvan, Stanislas Gros et Daniel Casanave, dessins de Manuele Fior, Daniel Casanave, Marion Mousse, José-Luis Munuera, Steven Lejeune, Jab Jab Whamo, Maxime Péroz, Stanislas Gros, Guillaume Trouillard, Cyrille Pomès, Benoît Blary, Florent Humbert et Laurent Bourlaud, Delcourt, collection Histoire & Histoires, 2010  (ISBN 978-2-7560-1781-5)

#### Chroniques
- Yves-Marie Labé, « Eclats de guerre », Le Monde des Livres,‎ 18 décembre 2010
- Jean-Claude Loiseau, « David Benito, Laurent Bourlaud, Patrice Cablat : Nos guerres », Télérama,‎ 12 février 2011
- D. Wesel, « Nos guerres », sur BD Gest, 22 novembre 2010
- D. Wesel, « Retour à Zéro », sur BD Gest, 24 février 2015
- A. Perroud, « Vies tranchées », sur BD Gest, 29 novembre 2010